# Диленбург
Диленбург (њем. Dillenburg) град је у њемачкој савезној држави Хесен. Једно је од 23 општинска средишта округа Лан-Дил. Према процјени из 2010. у граду је живјело 23.859 становника. Посједује регионалну шифру (AGS) 6532006.

## Географски и демографски подаци
Диленбург се налази у савезној држави Хесен у округу Лан-Дил. Град се налази на надморској висини од 230-590 метара. Површина општине износи 83,9 km². У самом граду је, према процјени из 2010. године, живјело 23.859 становника. Просјечна густина становништва износи 284 становника/km².

## Међународна сарадња
| Мјесто  | Држава               | Врста сарадње | Од    |
| ------- | -------------------- | ------------- | ----- |
| Херфорд | Уједињено Краљевство | партнерство   | 1989. |
| Оранж   | Француска            | пријатељство  | 2000. |
| Дист    | Белгија              | пријатељство  | 2000. |
| Бреда   | Холандија            | пријатељство  | 1963. |
| Извор   |                      |               |       |